# SK Jugoslavija Belgrad
SK Jugoslavija (serb.-chorw. CК Југославија) – jugosłowiański klub piłkarski z siedzibą w Belgradzie, utworzony w 1913 roku, a zlikwidowany w 1945 roku. Klubem, który uważany jest za kontynuatora tradycji Jugoslaviji jest Crvena Zvezda.

## Sukcesy
SK Jugoslavija 2 razy w swojej historii została mistrzem Jugosławii. Miało to miejsce w latach 1924 i 1925.
| \| \| Zdobyte trofea w rozgrywkach Jugosławii (stan na: 1945 – rozwiązanie klubu) \| |                                                                             |      |                              |
| Rozgrywki                                                                            | Osiągnięcie                                                                 | Razy | Sezon(y)                     |
| Mistrzostwo                                                                          | I miejsce                                                                   | 2    | 1924, 1925                   |
| Mistrzostwo                                                                          | II miejsce                                                                  | 3    | 1926, 1930, 1935             |
| Mistrzostwo                                                                          | III miejsce                                                                 | 5    | 1923, 1929, 1932, 1933, 1939 |
| Puchar                                                                               | zdobywca                                                                    | 1    | 1936                         |
| Puchar                                                                               | finalista                                                                   | -    |                              |
|                                                                                      | Zdobyte trofea w rozgrywkach Jugosławii (stan na: 1945 – rozwiązanie klubu) |      |                              |

## Reprezentanci Jugosławii grający w klubie
- Branislav Sekulić
- Milutin Ivković
- Aleksandar Atanacković
- Aleksandar Petrović
- Ljubomir Lovrić
- Branislav Dimitrijević
- Milorad Dragićević
- Damjan Đurić
- Dragan Jovanović
- Stevan Luburić
- Đorđe Đorđević
- Boško Todorić
- Vladeta Đurić
- Blagoje Marjanović
- Dragutin Nemeš
- Branko Petrović
- Jovan Ružić
- Dobrivoje Zečević
- Predrag Đajić
- Mihalj Kečkeš
- Rudolf Dobrijević
- Vilmos Sipos